# Kostra grafu

Kostra (červeně) grafu (černě)

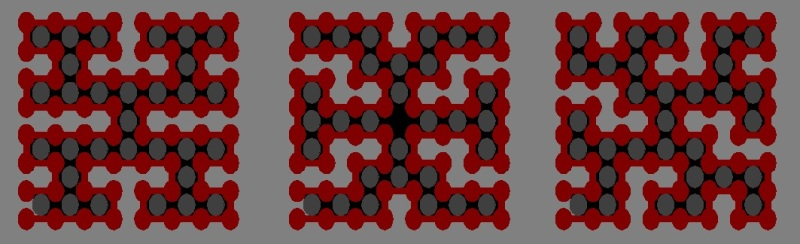
Tři příklady na mřížkovém grafu 8x8

V teorii grafů je kostra souvislého grafu G takový podgraf souvislého grafu G na množině všech jeho vrcholů, který je stromem.

## Příklady
- Kružnice na n vrcholech (graf {\displaystyle C_{n}}) má právě n různých koster.
- Libovolný strom má jedinou kostru – sám sebe.
- Úplný graf na n vrcholech má právě {\displaystyle n^{n-2}} různých koster (tzv. Cayleyho vzorec).

## Algoritmy pro hledání kostry

### Libovolná kostra
Následující základní algoritmus je schopen nalézt nějakou (blíže neurčenou) kostru:
1. Nechť {\displaystyle G=(V,E)} je graf s n vrcholy a m hranami; seřaďme hrany G libovolně do posloupnosti {\displaystyle (e_{1},e_{2},\ldots ,e_{m})}; položme {\displaystyle E_{0}=\emptyset }.
2. Byla-li již nalezena množina {\displaystyle E_{i-1}}, spočítáme množinu {\displaystyle E_{i}} takto:
  - {\displaystyle E_{i}=E_{i-1}} ∪ {{\displaystyle e_{i}}}, neobsahuje-li graf (V, {\displaystyle E_{i-1}} ∪ {\displaystyle {e_{i}}}) kružnici,
  - {\displaystyle E_{i}=E_{i-1}} jinak.
3. Algoritmus se zastaví, jestliže buď {\displaystyle E_{i}} již obsahuje n − 1 hran nebo i = m, tedy se probraly všechny hrany z G. Graf {\displaystyle T=(V,E_{i})} pak představuje kostru grafu G.

### Minimální kostra

Minimální kostra grafu

Je-li navíc definována funkce {\displaystyle w:{\mathit {E}}\rightarrow \mathbb {R} } (tzv. ohodnocení hran), má smysl hledat minimální kostru – tedy takovou kostru {\displaystyle ({\mathit {V}},{\mathit {E}}')}, že výraz
{\displaystyle w(E')=\sum _{e\in {\mathit {E}}'}w(e)}
nabývá minimální hodnoty.
Tuto úlohu řeší několik algoritmů, které jsou označovány jako hladové, neboť jednou provedená rozhodnutí už nikdy nemění, čili „hladově“ postupují přímo k řešení.
Předpokládejme, že je dán souvislý graf G = (V, E) s ohodnocením w:

#### Kruskalův algoritmus
Předpokládejme navíc, že hrany jsou uspořádány tak, že platí {\displaystyle w(e_{1})\leq w(e_{2})\leq \ldots \leq w(e_{m})}.
Pro toto uspořádání provedeme algoritmus pro hledání libovolné kostry (viz výše).

#### Borůvkův algoritmus
Předpokládejme, že ohodnocení hran v grafu je prosté. Algoritmus pracuje ve fázích tak, že postupně spojuje komponenty souvislosti (na počátku je každý vrchol komponentou souvislosti) do větších a větších celků, až zůstane jen jediný, a to je hledaná minimální kostra. V každé fázi vybere pro každou komponentu souvislosti hranu s co nejnižší cenou, která směřuje do jiné komponenty souvislosti a tu přidá do kostry.

#### Jarníkův algoritmus
1. Nechť {\displaystyle |{\mathit {V}}|=n} a {\displaystyle |{\mathit {E}}|=m}. Položme {\displaystyle {\mathit {E_{0}}}=\emptyset \;,{\mathit {V_{0}}}=\{v\}}, kde v je libovolný vrchol G.
2. Nalezneme hranu {\displaystyle e_{i}=\{x_{i},y_{i}\}\in {\mathit {E(G)}}} nejmenší možné váhy z množiny hran takových, že {\displaystyle x_{i}\in {\mathit {V}}_{i-1},y_{i}\in {\mathit {V}}\setminus {\mathit {V}}_{i-1}}.
3. Položíme {\displaystyle {\mathit {V_{i}}}={\mathit {V}}_{i-1}\cup \{y_{i}\}} a {\displaystyle {\mathit {E_{i}}}={\mathit {E}}_{i-1}\cup \{e_{i}\}}.
4. Pokud žádná taková hrana neexistuje, algoritmus končí a {\displaystyle T=({\mathit {V_{i}}},{\mathit {E_{i}}})}, jinak pokračuj krokem 2.

Nejrychlejší známý deterministický algoritmus pro hledání minimální kostry grafu vytvořil Bernard Chazelle modifikací Borůvkova algoritmu. Asymptotická časová složitost tohoto algoritmu je O(E α(V)), kde α je inverzní Ackermannova funkce.